# Les Grandes Pyramides : Chronique d'un mythe
Les Grandes Pyramides : Chronique d’un mythe est une monographie illustrée sur les trois pyramides de Gizeh, écrite par l’égyptologue français Jean-Pierre Corteggiani, et parue chez Gallimard en 2006. Cet ouvrage est le 501e titre dans la collection « Découvertes Gallimard ».

## Introduction
Cet ouvrage en format poche (125 × 178 mm) fait partie de la série Archéologie dans la collection « Découvertes Gallimard ». Selon la tradition des « Découvertes », cette collection repose sur une abondante documentation iconographique et une manière de faire dialoguer l’iconographie documentaire et le texte, enrichie par une impression sur papier couché. En d’autres termes, « de véritables monographies, éditées comme des livres d’art ».
En chroniqueur passionné, ici l’auteur confronte les témoignages de tous âges aux vérités scientifiques et, du mythe à la réalité, relate l’histoire encore inachevée de la redécouverte des Grandes Pyramides.
Peut-être les emblèmes les plus célèbres de l’Égypte antique, les pyramides de Gizeh continuent à ce jour de confondre et de séduire les visiteurs et les scientifiques. Commençant par les observations d’Hérodote, au Ve siècle avant notre ère, de ces monuments gigantesques, Jean-Pierre Corteggiani guide le lecteur à travers des théories historiques, des esquisses et des fouilles des pyramides, y compris l’enquête menée par les égyptologues Gilles Dormion et Jean-Yves Verd’hurt (en) sur un site inconnu jusqu’alors salle de la Grande Pyramide. En plus de l’énigme centrale — la question de savoir comment les pyramides ont été construites — Corteggiani examine l’attrait du site à travers les âges ; de nombreux explorateurs, conquérants, soldats et pèlerins se dirigèrent vers les pyramides, laissant souvent leurs traces dans des graffitis sur les pierres.
La parution de cet ouvrage, avec Néron : Le mal-aimé de l’Histoire (no 493), L’affaire Qumrân : Les découvertes de la mer Morte (no 498) et une réédition du premier titre À la recherche de l’Égypte oubliée, marque le 20e anniversaire des « Découvertes ».

## Accueil
Sur le site Goodreads, le livre obtient une note moyenne de 3,81 sur 5, sur la base de 26 notes, indiquant des avis généralement positifs.
L’historien français Maurice Sartre écrit dans le quotidien Le Monde : « Jean-Pierre Corteggiani retrace avec science et humour la découverte des pyramides depuis les Grecs jusqu’à Napoléon, et l’on s’étonne que des voyageurs qui avaient vu les monuments aient pu leur prêter une allure aussi effilée. »
Dans sa critique pour la revue académique Cadmo (no 18) de l’Institut oriental de l’université de Lisbonne, Pedro de Abreu Malheiro pense que « ce livre est particulièrement utile à tous ceux qui souhaitent obtenir une vue globale et accessible des pyramides de Gizeh. Cependant, comme il s’agit d’un ouvrage à caractère de vulgarisation, il ne remplace pas d’autres ouvrages plus scientifiques, comme ceux de J.-P. Lauer, I. E. S. Edwards, R. Stadelmann et M. Lehner, il devrait donc s’agir d’une lecture d’une portée supplémentaire. »
Dans le magazine britannique Ancient Egypt (en), la critique dit : « C’est un petit livre, avec seulement 128 pages, mais bourré d’informations (en utilisant une petite police de caractères) et avec de nombreuses illustrations. Des ouvrages sur les pyramides sont trop courants, mais ce volume donne un aperçu sensible des pyramides de Gizeh, l’histoire de leur exploration et les différentes théories et hypothèses qui se sont développées autour d’elles, et compare ces théories avec les réalités et les découvertes archéologiques récentes. »

## Éditions internationales
| Titre                                              | Traduction littérale                                                  | Langue              | Pays         | Collection (numéro dans la collection)                                          | Éditeur                                                      | Traducteur              | Année de première parution | ISBN                 |
| -------------------------------------------------- | --------------------------------------------------------------------- | ------------------- | ------------ | ------------------------------------------------------------------------------- | ------------------------------------------------------------ | ----------------------- | -------------------------- | -------------------- |
| Les Grandes Pyramides : Chronique d’un mythe       | –                                                                     | Français de France  | France       | Découvertes Gallimard (no 501)                                                  | Éditions Gallimard                                           | –                       | 2006                       | (ISBN 9782070339419) |
| The Pyramids of Giza: Facts, Legends and Mysteries | « Les pyramides de Gizeh : faits, légendes et mystères »              | Anglais britannique | Royaume-Uni  | New Horizons (sans numéro)                                                      | Thames & Hudson                                              | Ruth Sharman            | 2007                       | (ISBN 9780500301227) |
| The Great Pyramids                                 | « Les Grandes Pyramides »                                             | Anglais américain   | États-Unis   | Abrams Discoveries (sans numéro)                                                | Harry N. Abrams                                              | Ruth Sharman            | 2007                       | (ISBN 9780810994584) |
| Las grandes pirámides: Crónica de un mito          | « Les Grandes Pyramides : Chronique d’un mythe »                      | Espagnol d'Espagne  | Espagne      | Biblioteca ilustrada (no 10)                                                    | Blume Naturart                                               | Alfonso Rodríguez Arias | 2011                       | (ISBN 9788480769327) |
| Marile Piramide                                    | « Les Grandes Pyramides »                                             | Roumain             | Roumanie     | Découvertes Univers: Colecțiile Cotidianul. Enciclopedica (SERIA a V-a, vol. I) | Editura Univers (ro) (en collaboration avec Cotidianul (ro)) | Irinel Antoniu          | 2007                       | (ISBN 9781602570849) |
| Büyük Piramitler – Bir Efsanenin Günlüğü           | « Les Grandes Pyramides – Chronique d’une légende »                   | Turc                | Turquie      | Genel Kültür Dizisi (sans numéro)                                               | Yapı Kredi Yayınları                                         | Elif Gökteke            | 2008                       | (ISBN 9789750815294) |
| ギザの大ピラミッド 5000年の謎を解く                | « Les grandes pyramides de Gizeh : résoudre le mystère de 5 000 ans » | Japonais            | Japon        | 知の再発見 (no 141)                                                             | Sōgensha (ja)                                                | Miaki Yamada            | 2008                       | (ISBN 9784422212012) |
| 피라미드: 거대한 신화의 탐사                       | « Les pyramides : l’exploration du grand mythe »                      | Coréen              | Corée du Sud | 시공 디스커버리 (no 134)                                                        | Sigongsa (en)                                                | Seung-won Jeong         | 2011                       | (ISBN 9788952760432) |